# Prise d'Alost (1583)
- Chronologie de la guerre de Quatre-Vingts Ans
- Valenciennes
- Austruweel
- Rheindalen
- Heiligerlee
- Jemmingen
- Jodoigne
- Brielle
- 1er Flessingue
- Malines
- Goes
- Mons
- Haarlem
- 2e Flessingue
- Borsele
- Zuiderzee
- Alkmaar
- Leyde
- Reimerswaal
- Mook
- Lillo
- Zierikzee
- 1er Anvers
- 1er Bréda
- Gembloux
- Rijmenam
- 1er Deventer
- Maastricht
- 2e Bréda
- Açores
- 2e Anvers
- 3e Anvers
- Boksum
- Zutphen
- 1er Berg-op-Zoom
- Gravelines
- 3e Bréda
- 2e Deventer
- Groningue
- Huy
- 1er Groenlo1
- 2e Groenlo
- Turnhout
- Nieuport
- Ostende
- L'Écluse
- 3e Groenlo
- Saint-Vincent
- Gibraltar
- Saint-Vincent (1621)
- 2e Berg-op-Zoom
- 4e Bréda
- 4e Groenlo
- Matanzas
- Bois-le-Duc
- Abrolhos
- Slaak
- Maastricht
- 5e Bréda
- Cabañas
- Calloo
- Les Downs
- Saint-Vincent (1641)
- Hulst
- Cavite

La prise de la ville d'Alost de 1583 est un épisode de la guerre de Quatre-Vingts Ans qui voit l'armée des Flandres menée par Alexandre Farnèse s'emparer de la ville d'Alost, dans le comté d'Alost, le 3 novembre 1583. Les troupes anglaises qui défendent Alost livrent la ville aux Espagnols contre paiement d'arriérés de salaire, après quoi de nombreux Anglais s'enrôlent dans l'armée du duc de Parme.

## Prélude
Dans la nuit du 23 avril 1582, les États généraux s'emparent d'Alost par la ruse. Olivier van den Tempel y est nommé comme nouveau gouverneur de la ville. Il a une garnison anglaise à sa disposition, stationnée dans la ville sous les ordres du capitaine Moore. Plus tôt, la nomination de François d'Anjou comme nouveau comte de Flandre a bouleversé une majorité de la population, et la popularité de Guillaume d'Orange en a fortement pâti. Après les attaques ratées d'Anjou en janvier 1583, les réticences se sont rapidement transformées en haine féroce.

## Le siège
Dans ce climat politique, Alost est encerclée par les troupes du duc de Parme et la garnison anglaise se plaint de ne pas recevoir sa solde depuis des mois et de mourir de faim. Les Anglais en veulent à Gand, qui non seulement refuse de les payer, mais ose de surcroît leur proférer des menaces. Le commandant se rend alors à Anvers pour percevoir la somme due par les États généraux. Pendant son absence, les Anglais négocient avec Farnèse. S'il leur paie quatre mois d'arriérés, avec un engagement pour quatre autres mois, ils remettront la ville à Parme en échange de 30 000 couronnes. Les États ne pourront pas opposer de résistance aux troupes espagnoles, et ils craignent en outre pour le sort des civils. Le marché est conclu, Farnèse paie le montant convenu et la ville est livrée.

## Conséquences
Une grande partie de la garnison anglaise entre au service de l'armée espagnole après la reddition de la ville. Gand est de plus en plus isolée lors du siège de Gand, et n'a plus de communication qu'avec la ville de Termonde.
Le prédicateur Willem Pressius est emprisonné du 30 novembre au 24 janvier, puis est noyé sans jugement dans un puits.